# Myioborus albifrons
Myioborus albifrons là một loài chim trong họ Parulidae.